# (32208) Johnpercy
(32208) Johnpercy est un astéroïde de la ceinture principale.

## Description
(32208) Johnpercy est un astéroïde de la ceinture principale. Il fut découvert le 28 juillet 2000 à Anza (Californie) par Michael Collins et Marissa Gahran. Il présente une orbite caractérisée par un demi-grand axe de 2,73 UA, une excentricité de 0,01 et une inclinaison de 4,0° par rapport à l'écliptique.

## Compléments